# Here Come the Warm Jets

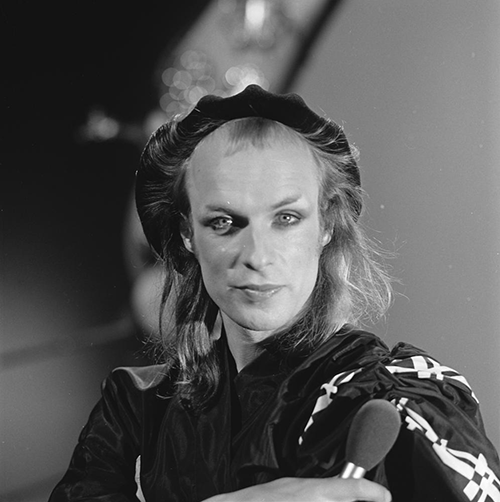
Brian Eno in 1974

Here Come the Warm Jets (Hier komen de warme stralen) is het eerste soloalbum van Brian Eno. Het werd in januari 1974 uitgebracht bij platenlabel Island records. De muziek valt in de categorie glam- en artrock met avant-gardistische invloeden. Eno maakte het album nadat hij Roxy Music verliet.

## Productie
Het album werd in september 1973 in twaalf dagen opgenomen in de Majestic Studios in Londen. De titel van het album werd aanvankelijk beschouwt als straattaal voor urineren; in een interview met het tijdschrift Mojo vertelde Eno echter dat de naam verwees naar een gitaargeluid dat gebruikt werd op het titelnummer, en dat hij "warm jet guitar" noemde omdat het klonk als een gestemde straaljager.
Eno nodigde in totaal zestien gastmuzikanten uit om aan het album bij te dragen; onder andere alle leden van zijn voormalige band Roxy Music, behalve Bryan Ferry. Zo werkte hij op dit album onder andere samen met Phil Manzanera, Bill MacCormick, Robert Fripp en Andy Mackay. Eén selectiecriterium voor de musici was hun muzikale onverenigbaarheid. Over de samenvoeging van de muzikanten merkte Eno op:
"Ik heb ze samengebracht omdat ik wilde zien wat er gebeurt als je verschillende persoonlijkheden samenbrengt en ze met elkaar laat wedijveren. De situatie is gecreëerd in de wetenschap dat er toevalligheden kunnen gebeuren, toevalligheden die interessanter zullen zijn dan wat ik van plan was.
Eno stuurde de muzikanten door middel van lichaamstaal, dans en verbale suggestie om hun manier van spelen en het geluid van de band te beïnvloeden. Hij dacht dat dit een goede manier was om met de muzikanten te communiceren. Na de opname remixte Eno soms de afzonderlijke tracks, zodat sommige tracks weinig gelijkenis vertoonden met wat de muzikanten tijdens de sessie hadden opgenomen.

## Stijl
De nummers op Here Come the Warm Jets verwijzen naar een verscheidenheid aan muziekstijlen. De algemene stijl van het album is omschreven als "glammed-up art-pop", met hints van glam rock en art rock, alsmede avant-gardistische invloeden. Op sommige nummers imiteert Eno de zang van Bryan Ferry. De zang op andere nummers, zoals Baby's on Fire, is omschreven als een "nasale en licht snotterige zang." Er waren ook ontleningen aan jaren '50 muziek.

## Tracklist
1. Needles in the Camel's Eye (Eno, Phil Manzanera) – 3:11
2. The Paw Paw Negro Blowtorch – 3:04
3. Baby's on Fire – 5:19
4. Cindy Tells Me (Eno, Manzanera) – 3:25
5. Driving Me Backwards – 5:12
6. On Some Faraway Beach – 4:36
7. Blank Frank (Eno, Robert Fripp) – 3:37
8. Dead Finks Don't Talk (arr. Paul Thompson, Busta Jones, Nick Judd, Eno) – 4:19
9. Some of Them Are Old – 5:11
10. Here Come the Warm Jets – 4:04

## Gebruik in films
"Needles in the Camel's Eye" werd gebruikt als opening in de film Velvet Goldmine. Ook de nummers "Baby’s on Fire" en "Dead Finks Don't Talk" komen voor in de film.

## Trivia
- Dit album wordt beschouwd als een van de beste glamrock-albums.[5]
- St Vincent coverde in 2008 het nummer "Some of Them Are Old".